# Мария Елизабет фон Валдек-Айзенберг
Вижте пояснителната страница за други личности с името Елизабет фон Валдек.
Мария Елизабет фон Валдек-Айзенберг (на немски: Marie Elisabeth von Waldeck-Eisenberg; * 2 септември 1608, † 19 февруари 1643, Базел) е графиня от Валдек и чрез женитба маркграфиня на Баден-Дурлах (1634 – 1643).

## Живот
Тя е най-възрастната дъщеря на граф Волрад IV фон Валдек-Айзенберг (1588 – 1640) и съпругата му Анна фон Баден-Дурлах (1587 -1649), дъщеря на маркграф Якоб III фон Баден-Хахберг и богатата наследничка графиня Елизабет от Паландт-Кулемборг. 
Мария Елизабет се омъжва на 21 януари 1634 г. за маркграф Фридрих V фон Баден-Дурлах (1594 – 1659). Тя е третата му съпруга. Бракът е бездетен.
Умира на 19 февруари 1643 г. в Базел на 34-годишна възраст.